# Otacilia ambon
Espèce
Otacilia ambon est une espèce d'araignées aranéomorphes de la famille des Phrurolithidae.

## Distribution
Cette espèce est endémique des Moluques en Indonésie. Elle se rencontre à Ambon et dans les îles Banda.

## Description
Le mâle holotype mesure 1,70 mm et la femelle paratype 2,25 mm.

## Étymologie
Son nom d'espèce lui a été donné en référence au lieu de sa découverte, Ambon.

## Publication originale
- Deeleman-Reinhold, 2001 : Forest spiders of South East Asia: with a revision of the sac and ground spiders (Araneae: Clubionidae, Corinnidae, Liocranidae, Gnaphosidae, Prodidomidae and Trochanterriidae. Brill, Leiden, p. 1-591.